# Schizochelus bicoloripes
Schizochelus bicoloripes är en skalbaggsart som beskrevs av Blanchard 1850. Schizochelus bicoloripes ingår i släktet Schizochelus och familjen Melolonthidae. Inga underarter finns listade i Catalogue of Life.